# Austrosciophila solitaria
Austrosciophila solitaria är en tvåvingeart som först beskrevs av Tonnoir 1929.  Austrosciophila solitaria ingår i släktet Austrosciophila och familjen svampmyggor. Inga underarter finns listade i Catalogue of Life.